# Аеродром Солун
Међународни аеродром Солун „Македонија” (грч. Κρατικός Αερολιμένας Θεσσαλονίκης «Μακεδονία»; : , : ) је аеродром који опслужује град Солун у Грчкој. Аеродром се налази 13 km југоисточно од средишта града, у општини Микра, близу преграђа Терамикос.
Аеродромом је 2018. године прошло преко 6 милиона путника и трећи је аеродром у Грчкој по броју опслужених путника.
Солунски аеродром је авио-чвориште за више авио-компанија: Иџијан ерлајнс, Астра Ерлајнс, Елинер, Олимпик ер и Рајанер.

## Историјат
Аеродром је отворен је 1930. године. Аеродром данас има две асфалтиране писте и две рулне стазе. Такође, на аеродрому се налази довољно места за 22 широкотрупна авиона и око 20 места за лаке авионе.
Планиран је нови и већи терминал, који би могао да прими 9 милиона путника годишње. Једна од писта би се продужила у море, како би аеродром могао да прими веће авионе.

## Авио-компаније и дестинације
Следеће авио-компаније обављају редовне и чартер летове на аеродрому у Солуну:
| Airlines                      | Destinations |
| ----------------------------- | --- |
| Aegean Airlines               | Amsterdam, Athens, Barcelona, Berlin, Brussels, Chania, Düsseldorf, Frankfurt, Hamburg, Heraklion, Kalamata, Kos, Larnaca, Milan–Malpensa, Munich, Mytilene, Rhodes, Rome–Fiumicino, Stuttgart, Tel Aviv, Zürich Seasonal: Cologne/Bonn, Hanover, İzmir (begins 3 June 2025), Mykonos, Naxos, Nuremberg, Paris–Charles de Gaulle, Paros, Santorini, Syros (begins 2 June 2025), Tbilisi, Venice, Yerevan                      |
| Air France                    | Seasonal: Paris–Charles de Gaulle |
| Air Serbia                    | Belgrade Seasonal: Kraljevo |
| airBaltic                     | Seasonal: Riga |
| Arkia                         | Tel Aviv |
| Austrian Airlines             | Vienna |
| British Airways               | Seasonal: London–City, London–Gatwick, London–Heathrow |
| Cyprus Airways                | Larnaca |
| easyJet                       | London–Gatwick Seasonal: Basel/Mulhouse, Berlin, Manchester, Milan–Malpensa (resumes 25 June 2025) |
| El Al                         | Tel Aviv |
| Enter Air                     | Seasonal charter: Gdańsk, Poznań, Warsaw–Chopin |
| Eurowings                     | Cologne/Bonn, Düsseldorf, Hamburg, Stuttgart Seasonal: Dortmund, Hanover, Salzburg |
| FlyLili                       | Seasonal charter: Tel Aviv |
| FlyOne                        | Chișinău |
| FlyOne Armenia                | Yerevan (begins 12 June 2025) |
| Jet2.com                      | Seasonal: Birmingham, Bristol, East Midlands (begins 23 May 2026), Edinburgh, Leeds/Bradford, London–Stansted, Manchester, Newcastle upon Tyne |
| LOT Polish Airlines           | Warsaw–Chopin (resumes 17 June 2025) |
| Lufthansa                     | Frankfurt, Munich |
| Luxair                        | Seasonal: Luxembourg |
| Norwegian Air Shuttle         | Seasonal: Oslo, Stockholm–Arlanda |
| Olympic Air                   | Chios, Ikaria, Lemnos, Samos |
| Ryanair                       | Beauvais, Bergamo, Berlin, Bratislava, Bucharest–Otopeni, Budapest, Chania, Charleroi, Hahn, Gothenburg (resumes 1 June 2025), Heraklion, Karlsruhe/Baden-Baden, Kraków, London–Stansted, Malta, Memmingen, Nuremberg, Paphos, Poznań, Rhodes, Rome–Fiumicino, Stockholm–Arlanda, Tel Aviv, Treviso, Vienna, Weeze, Zagreb Seasonal: Bologna, Copenhagen, Corfu, Dublin, Eindhoven, Helsinki, Naples, Sarajevo, Warsaw–Modlin |
| Scandinavian Airlines         | Stockholm–Arlanda Seasonal: Copenhagen |
| SkyAlps                       | Seasonal charter: Innsbruck |
| Sky Express                   | Athens, Chios, Heraklion, Larnaca, Mytilene, Samos, Skyros Seasonal: Mykonos, Paros Seasonal charter: Wrocław |
| SkyUp Airlines                | Chișinău (begins 20 May 2025) |
| Smartwings                    | Seasonal: Prague Seasonal charter: Brno, Katowice, Poznan (begins 31 May 2025), Vienna |
| Sundor                        | Tel Aviv |
| Swiss International Air Lines | Zürich Seasonal: Geneva |
| TAROM                         | Seasonal: Bucharest–Otopeni |
| Transavia                     | Amsterdam Seasonal: Brussels, Paris–Orly |
| TUI Airways                   | Seasonal: Birmingham, Bristol, London–Gatwick, Manchester |
| TUI fly Belgium               | Seasonal: Brussels |
| Turkish Airlines              | Istanbul |
| TUS Airways                   | Seasonal: Tel Aviv |
| Wizz Air                      | Budapest, Kutaisi, Larnaca |

## Статистика

### Преглед
Између 1994. и 2010., аеродром у Солуну је забележио пораст путничког саобраћаја од 76%, са 2,2 милиона 1994. на 3,9 милиона 2010. Између 2003. и 2008., аеродром је забележио повећање путничког саобраћаја од 19,1%, са 3,5 милиона на скоро 4,2 милиона путника, што је рекордан ниво икада. Број путника је опао у наредним годинама. Међутим, током последње две године, аеродром је забележио повећање путничког саобраћаја на нешто више од четири милиона до 2013. Значајан пораст саобраћаја догодио се током 2014., а укупан број путника је први пут премашио пет милиона.

### Топ авио-компаније
| Rank | Airline           | Passengers | Change |
| ---- | ----------------- | ---------- | ------ |
| 1    | Aegean Airlines   | 105,348    | 8.8%   |
| 2    | Ryanair           | 75,789     | 9.3%   |
| 3    | Easyjet           | 15,888     | 1.8%   |
| 4    | Ellinair          | 15,408     | 51%    |
| 5    | Germanwings       | 11,760     | 13.5%  |
| 6    | Air Berlin        | 10,578     | 51%    |
| 7    | Olympic Air (NEW) | 10,062     | N/A    |
| 8    | Turkish Airlines  | 9,060      | 4.9%   |
| 9    | Air Serbia        | 5,820      | 2.1%   |
| 10   | Transavia         | 5,670      | 0.7%   |
| 11   | Astra Airlines    | 5,284      | 54.3%  |
| 12   | Austrian Airlines | 5,220      | 26.3%  |